# يمامة (أسطورة)
اليمامة (بالإنجليزية: Dove)‏ طائر صغير يشبه الحمامة. يرمز إلى السلام (الدنيوى، أو إلى الروح القدس دينيا) ولقد كان يضحى للإلهة عشتار في حضارات الشرق القديم، وكذلك للإلهة أفروديت في حضارة اليونان باليمام في معبديهما. وتروى الأسطورة اليونانية أصل اليمام الذي يجر عربة أفروديت فتقول: إن أفروديت كانت تتسابق مع ابنها إيروس Eros (إله الحب) في قطف الزهور ليفوز من يجمع من الزهور أكثر من غيره، وکاد إیروس أن يفوز لولا أن تطوعت حوریتان لمساعدة الإلهة أفروديت، وهنا أصاب إيروس ضيق شديد، فأحالهما إلى يمامتين جعلتهما أفروديت تجران عربتها مكافأة لهما.
وتقول أسطورة في العصور الوسطى إن يمامة هبطت من السماء على عصا القديس يوسف، وكان في ذلك إشارة إلى أنه سوف يتزوج مريم، وفي أسطورة أخرى أن والدا العذراء مريم - وهما: يواقيم، وحنة - حلما باليمامة قبل مولدها، وجاء في إنجيل مرقس أن: السموات قد انشقت، والروح مثل يمامة نازلة عليه، عندما اعتمد من يوحنا في مياه نهر الأردن (مرقس 1: 911) ولهذا نرى اليمامة في الآثار الفنية المسيحية ترمز إلى الروح القدس.